# Кашвети (Местийский муниципалитет)
Кашвети (груз. ქაშვეთი) — село в Грузии, на территории Местийского муниципалитета края (мхаре) Самегрело-Верхняя Сванетия.

## География
Село находится в северо-западной части Грузии, на правом берегу реки Мулхура (правый приток Ингури), на расстоянии приблизительно 1 километра (по прямой) к юго-западу от посёлка городского типа Местиа, административного центра муниципалитета. Абсолютная высота — 1365 метров над уровнем моря.

## Население
По результатам официальной переписи населения 2014 года в Кашвети проживало 125 человек (55 мужчин и 70 женщин). В национальной структуре населения грузины составляли 99,2 %.
| Год  | Население, человек |
| ---- | ------------------ |
| 2002 | 111                |
| 2014 | ↗ 125              |